# Чепіжного тема
Те́ма Чепіжного — тема в шаховій композиції в ортодоксальному жанрі. Суть теми — щонайменше у трьох фазах один і той же матуючий хід білих проходить на три різні ходи чорних, а на інший один і той же хід чорної фігури у кожній фазі проходить різний мат.

## Історія
Цю ідею запропонував у 1965 році російський шаховий композитор Віктор Іванович Чепіжний (18.02.1934).
Для вираження ідеї задача повинна мати щонайменше три фази. У кожній фазі повторюється хід чорної фігури, на який виникають різні мати, і паралельно у кожній фазі повторюється один і той же матуючий хід білих на різні ходи чорних фігур.
Ця ідея дістала назву тема Чепіжного.
Алгоритм вираження теми:
1. ... a 2. A #
1. ... b 2. D #
1. ?
1. ... a 2. B #
1. ... c 2. D #
1. !
1. ... a 2. C #
1. ... d 2. D #
|   | a | b | c | d | e | f | g | h |   |
| 8 | b8 білий ферзь · a7 білий слон · b7 білий слон · e7 чорний пішак · f7 чорна тура · h7 білий кінь · d6 біла тура · g6 чорний пішак · h6 чорний кінь · e5 білий пішак · a4 білий пішак · f4 чорний король · h4 білий кінь · b3 чорний пішак · c3 чорний пішак · d3 чорний пішак · h3 білий пішак · c2 чорний кінь · d2 чорний кінь · h2 білий пішак · f1 білий король · g1 біла тура | b8 білий ферзь · a7 білий слон · b7 білий слон · e7 чорний пішак · f7 чорна тура · h7 білий кінь · d6 біла тура · g6 чорний пішак · h6 чорний кінь · e5 білий пішак · a4 білий пішак · f4 чорний король · h4 білий кінь · b3 чорний пішак · c3 чорний пішак · d3 чорний пішак · h3 білий пішак · c2 чорний кінь · d2 чорний кінь · h2 білий пішак · f1 білий король · g1 біла тура | b8 білий ферзь · a7 білий слон · b7 білий слон · e7 чорний пішак · f7 чорна тура · h7 білий кінь · d6 біла тура · g6 чорний пішак · h6 чорний кінь · e5 білий пішак · a4 білий пішак · f4 чорний король · h4 білий кінь · b3 чорний пішак · c3 чорний пішак · d3 чорний пішак · h3 білий пішак · c2 чорний кінь · d2 чорний кінь · h2 білий пішак · f1 білий король · g1 біла тура | b8 білий ферзь · a7 білий слон · b7 білий слон · e7 чорний пішак · f7 чорна тура · h7 білий кінь · d6 біла тура · g6 чорний пішак · h6 чорний кінь · e5 білий пішак · a4 білий пішак · f4 чорний король · h4 білий кінь · b3 чорний пішак · c3 чорний пішак · d3 чорний пішак · h3 білий пішак · c2 чорний кінь · d2 чорний кінь · h2 білий пішак · f1 білий король · g1 біла тура | b8 білий ферзь · a7 білий слон · b7 білий слон · e7 чорний пішак · f7 чорна тура · h7 білий кінь · d6 біла тура · g6 чорний пішак · h6 чорний кінь · e5 білий пішак · a4 білий пішак · f4 чорний король · h4 білий кінь · b3 чорний пішак · c3 чорний пішак · d3 чорний пішак · h3 білий пішак · c2 чорний кінь · d2 чорний кінь · h2 білий пішак · f1 білий король · g1 біла тура | b8 білий ферзь · a7 білий слон · b7 білий слон · e7 чорний пішак · f7 чорна тура · h7 білий кінь · d6 біла тура · g6 чорний пішак · h6 чорний кінь · e5 білий пішак · a4 білий пішак · f4 чорний король · h4 білий кінь · b3 чорний пішак · c3 чорний пішак · d3 чорний пішак · h3 білий пішак · c2 чорний кінь · d2 чорний кінь · h2 білий пішак · f1 білий король · g1 біла тура | b8 білий ферзь · a7 білий слон · b7 білий слон · e7 чорний пішак · f7 чорна тура · h7 білий кінь · d6 біла тура · g6 чорний пішак · h6 чорний кінь · e5 білий пішак · a4 білий пішак · f4 чорний король · h4 білий кінь · b3 чорний пішак · c3 чорний пішак · d3 чорний пішак · h3 білий пішак · c2 чорний кінь · d2 чорний кінь · h2 білий пішак · f1 білий король · g1 біла тура | b8 білий ферзь · a7 білий слон · b7 білий слон · e7 чорний пішак · f7 чорна тура · h7 білий кінь · d6 біла тура · g6 чорний пішак · h6 чорний кінь · e5 білий пішак · a4 білий пішак · f4 чорний король · h4 білий кінь · b3 чорний пішак · c3 чорний пішак · d3 чорний пішак · h3 білий пішак · c2 чорний кінь · d2 чорний кінь · h2 білий пішак · f1 білий король · g1 біла тура | 8 |
| 7 | b8 білий ферзь · a7 білий слон · b7 білий слон · e7 чорний пішак · f7 чорна тура · h7 білий кінь · d6 біла тура · g6 чорний пішак · h6 чорний кінь · e5 білий пішак · a4 білий пішак · f4 чорний король · h4 білий кінь · b3 чорний пішак · c3 чорний пішак · d3 чорний пішак · h3 білий пішак · c2 чорний кінь · d2 чорний кінь · h2 білий пішак · f1 білий король · g1 біла тура | b8 білий ферзь · a7 білий слон · b7 білий слон · e7 чорний пішак · f7 чорна тура · h7 білий кінь · d6 біла тура · g6 чорний пішак · h6 чорний кінь · e5 білий пішак · a4 білий пішак · f4 чорний король · h4 білий кінь · b3 чорний пішак · c3 чорний пішак · d3 чорний пішак · h3 білий пішак · c2 чорний кінь · d2 чорний кінь · h2 білий пішак · f1 білий король · g1 біла тура | b8 білий ферзь · a7 білий слон · b7 білий слон · e7 чорний пішак · f7 чорна тура · h7 білий кінь · d6 біла тура · g6 чорний пішак · h6 чорний кінь · e5 білий пішак · a4 білий пішак · f4 чорний король · h4 білий кінь · b3 чорний пішак · c3 чорний пішак · d3 чорний пішак · h3 білий пішак · c2 чорний кінь · d2 чорний кінь · h2 білий пішак · f1 білий король · g1 біла тура | b8 білий ферзь · a7 білий слон · b7 білий слон · e7 чорний пішак · f7 чорна тура · h7 білий кінь · d6 біла тура · g6 чорний пішак · h6 чорний кінь · e5 білий пішак · a4 білий пішак · f4 чорний король · h4 білий кінь · b3 чорний пішак · c3 чорний пішак · d3 чорний пішак · h3 білий пішак · c2 чорний кінь · d2 чорний кінь · h2 білий пішак · f1 білий король · g1 біла тура | b8 білий ферзь · a7 білий слон · b7 білий слон · e7 чорний пішак · f7 чорна тура · h7 білий кінь · d6 біла тура · g6 чорний пішак · h6 чорний кінь · e5 білий пішак · a4 білий пішак · f4 чорний король · h4 білий кінь · b3 чорний пішак · c3 чорний пішак · d3 чорний пішак · h3 білий пішак · c2 чорний кінь · d2 чорний кінь · h2 білий пішак · f1 білий король · g1 біла тура | b8 білий ферзь · a7 білий слон · b7 білий слон · e7 чорний пішак · f7 чорна тура · h7 білий кінь · d6 біла тура · g6 чорний пішак · h6 чорний кінь · e5 білий пішак · a4 білий пішак · f4 чорний король · h4 білий кінь · b3 чорний пішак · c3 чорний пішак · d3 чорний пішак · h3 білий пішак · c2 чорний кінь · d2 чорний кінь · h2 білий пішак · f1 білий король · g1 біла тура | b8 білий ферзь · a7 білий слон · b7 білий слон · e7 чорний пішак · f7 чорна тура · h7 білий кінь · d6 біла тура · g6 чорний пішак · h6 чорний кінь · e5 білий пішак · a4 білий пішак · f4 чорний король · h4 білий кінь · b3 чорний пішак · c3 чорний пішак · d3 чорний пішак · h3 білий пішак · c2 чорний кінь · d2 чорний кінь · h2 білий пішак · f1 білий король · g1 біла тура | b8 білий ферзь · a7 білий слон · b7 білий слон · e7 чорний пішак · f7 чорна тура · h7 білий кінь · d6 біла тура · g6 чорний пішак · h6 чорний кінь · e5 білий пішак · a4 білий пішак · f4 чорний король · h4 білий кінь · b3 чорний пішак · c3 чорний пішак · d3 чорний пішак · h3 білий пішак · c2 чорний кінь · d2 чорний кінь · h2 білий пішак · f1 білий король · g1 біла тура | 7 |
| 6 | b8 білий ферзь · a7 білий слон · b7 білий слон · e7 чорний пішак · f7 чорна тура · h7 білий кінь · d6 біла тура · g6 чорний пішак · h6 чорний кінь · e5 білий пішак · a4 білий пішак · f4 чорний король · h4 білий кінь · b3 чорний пішак · c3 чорний пішак · d3 чорний пішак · h3 білий пішак · c2 чорний кінь · d2 чорний кінь · h2 білий пішак · f1 білий король · g1 біла тура | b8 білий ферзь · a7 білий слон · b7 білий слон · e7 чорний пішак · f7 чорна тура · h7 білий кінь · d6 біла тура · g6 чорний пішак · h6 чорний кінь · e5 білий пішак · a4 білий пішак · f4 чорний король · h4 білий кінь · b3 чорний пішак · c3 чорний пішак · d3 чорний пішак · h3 білий пішак · c2 чорний кінь · d2 чорний кінь · h2 білий пішак · f1 білий король · g1 біла тура | b8 білий ферзь · a7 білий слон · b7 білий слон · e7 чорний пішак · f7 чорна тура · h7 білий кінь · d6 біла тура · g6 чорний пішак · h6 чорний кінь · e5 білий пішак · a4 білий пішак · f4 чорний король · h4 білий кінь · b3 чорний пішак · c3 чорний пішак · d3 чорний пішак · h3 білий пішак · c2 чорний кінь · d2 чорний кінь · h2 білий пішак · f1 білий король · g1 біла тура | b8 білий ферзь · a7 білий слон · b7 білий слон · e7 чорний пішак · f7 чорна тура · h7 білий кінь · d6 біла тура · g6 чорний пішак · h6 чорний кінь · e5 білий пішак · a4 білий пішак · f4 чорний король · h4 білий кінь · b3 чорний пішак · c3 чорний пішак · d3 чорний пішак · h3 білий пішак · c2 чорний кінь · d2 чорний кінь · h2 білий пішак · f1 білий король · g1 біла тура | b8 білий ферзь · a7 білий слон · b7 білий слон · e7 чорний пішак · f7 чорна тура · h7 білий кінь · d6 біла тура · g6 чорний пішак · h6 чорний кінь · e5 білий пішак · a4 білий пішак · f4 чорний король · h4 білий кінь · b3 чорний пішак · c3 чорний пішак · d3 чорний пішак · h3 білий пішак · c2 чорний кінь · d2 чорний кінь · h2 білий пішак · f1 білий король · g1 біла тура | b8 білий ферзь · a7 білий слон · b7 білий слон · e7 чорний пішак · f7 чорна тура · h7 білий кінь · d6 біла тура · g6 чорний пішак · h6 чорний кінь · e5 білий пішак · a4 білий пішак · f4 чорний король · h4 білий кінь · b3 чорний пішак · c3 чорний пішак · d3 чорний пішак · h3 білий пішак · c2 чорний кінь · d2 чорний кінь · h2 білий пішак · f1 білий король · g1 біла тура | b8 білий ферзь · a7 білий слон · b7 білий слон · e7 чорний пішак · f7 чорна тура · h7 білий кінь · d6 біла тура · g6 чорний пішак · h6 чорний кінь · e5 білий пішак · a4 білий пішак · f4 чорний король · h4 білий кінь · b3 чорний пішак · c3 чорний пішак · d3 чорний пішак · h3 білий пішак · c2 чорний кінь · d2 чорний кінь · h2 білий пішак · f1 білий король · g1 біла тура | b8 білий ферзь · a7 білий слон · b7 білий слон · e7 чорний пішак · f7 чорна тура · h7 білий кінь · d6 біла тура · g6 чорний пішак · h6 чорний кінь · e5 білий пішак · a4 білий пішак · f4 чорний король · h4 білий кінь · b3 чорний пішак · c3 чорний пішак · d3 чорний пішак · h3 білий пішак · c2 чорний кінь · d2 чорний кінь · h2 білий пішак · f1 білий король · g1 біла тура | 6 |
| 5 | b8 білий ферзь · a7 білий слон · b7 білий слон · e7 чорний пішак · f7 чорна тура · h7 білий кінь · d6 біла тура · g6 чорний пішак · h6 чорний кінь · e5 білий пішак · a4 білий пішак · f4 чорний король · h4 білий кінь · b3 чорний пішак · c3 чорний пішак · d3 чорний пішак · h3 білий пішак · c2 чорний кінь · d2 чорний кінь · h2 білий пішак · f1 білий король · g1 біла тура | b8 білий ферзь · a7 білий слон · b7 білий слон · e7 чорний пішак · f7 чорна тура · h7 білий кінь · d6 біла тура · g6 чорний пішак · h6 чорний кінь · e5 білий пішак · a4 білий пішак · f4 чорний король · h4 білий кінь · b3 чорний пішак · c3 чорний пішак · d3 чорний пішак · h3 білий пішак · c2 чорний кінь · d2 чорний кінь · h2 білий пішак · f1 білий король · g1 біла тура | b8 білий ферзь · a7 білий слон · b7 білий слон · e7 чорний пішак · f7 чорна тура · h7 білий кінь · d6 біла тура · g6 чорний пішак · h6 чорний кінь · e5 білий пішак · a4 білий пішак · f4 чорний король · h4 білий кінь · b3 чорний пішак · c3 чорний пішак · d3 чорний пішак · h3 білий пішак · c2 чорний кінь · d2 чорний кінь · h2 білий пішак · f1 білий король · g1 біла тура | b8 білий ферзь · a7 білий слон · b7 білий слон · e7 чорний пішак · f7 чорна тура · h7 білий кінь · d6 біла тура · g6 чорний пішак · h6 чорний кінь · e5 білий пішак · a4 білий пішак · f4 чорний король · h4 білий кінь · b3 чорний пішак · c3 чорний пішак · d3 чорний пішак · h3 білий пішак · c2 чорний кінь · d2 чорний кінь · h2 білий пішак · f1 білий король · g1 біла тура | b8 білий ферзь · a7 білий слон · b7 білий слон · e7 чорний пішак · f7 чорна тура · h7 білий кінь · d6 біла тура · g6 чорний пішак · h6 чорний кінь · e5 білий пішак · a4 білий пішак · f4 чорний король · h4 білий кінь · b3 чорний пішак · c3 чорний пішак · d3 чорний пішак · h3 білий пішак · c2 чорний кінь · d2 чорний кінь · h2 білий пішак · f1 білий король · g1 біла тура | b8 білий ферзь · a7 білий слон · b7 білий слон · e7 чорний пішак · f7 чорна тура · h7 білий кінь · d6 біла тура · g6 чорний пішак · h6 чорний кінь · e5 білий пішак · a4 білий пішак · f4 чорний король · h4 білий кінь · b3 чорний пішак · c3 чорний пішак · d3 чорний пішак · h3 білий пішак · c2 чорний кінь · d2 чорний кінь · h2 білий пішак · f1 білий король · g1 біла тура | b8 білий ферзь · a7 білий слон · b7 білий слон · e7 чорний пішак · f7 чорна тура · h7 білий кінь · d6 біла тура · g6 чорний пішак · h6 чорний кінь · e5 білий пішак · a4 білий пішак · f4 чорний король · h4 білий кінь · b3 чорний пішак · c3 чорний пішак · d3 чорний пішак · h3 білий пішак · c2 чорний кінь · d2 чорний кінь · h2 білий пішак · f1 білий король · g1 біла тура | b8 білий ферзь · a7 білий слон · b7 білий слон · e7 чорний пішак · f7 чорна тура · h7 білий кінь · d6 біла тура · g6 чорний пішак · h6 чорний кінь · e5 білий пішак · a4 білий пішак · f4 чорний король · h4 білий кінь · b3 чорний пішак · c3 чорний пішак · d3 чорний пішак · h3 білий пішак · c2 чорний кінь · d2 чорний кінь · h2 білий пішак · f1 білий король · g1 біла тура | 5 |
| 4 | b8 білий ферзь · a7 білий слон · b7 білий слон · e7 чорний пішак · f7 чорна тура · h7 білий кінь · d6 біла тура · g6 чорний пішак · h6 чорний кінь · e5 білий пішак · a4 білий пішак · f4 чорний король · h4 білий кінь · b3 чорний пішак · c3 чорний пішак · d3 чорний пішак · h3 білий пішак · c2 чорний кінь · d2 чорний кінь · h2 білий пішак · f1 білий король · g1 біла тура | b8 білий ферзь · a7 білий слон · b7 білий слон · e7 чорний пішак · f7 чорна тура · h7 білий кінь · d6 біла тура · g6 чорний пішак · h6 чорний кінь · e5 білий пішак · a4 білий пішак · f4 чорний король · h4 білий кінь · b3 чорний пішак · c3 чорний пішак · d3 чорний пішак · h3 білий пішак · c2 чорний кінь · d2 чорний кінь · h2 білий пішак · f1 білий король · g1 біла тура | b8 білий ферзь · a7 білий слон · b7 білий слон · e7 чорний пішак · f7 чорна тура · h7 білий кінь · d6 біла тура · g6 чорний пішак · h6 чорний кінь · e5 білий пішак · a4 білий пішак · f4 чорний король · h4 білий кінь · b3 чорний пішак · c3 чорний пішак · d3 чорний пішак · h3 білий пішак · c2 чорний кінь · d2 чорний кінь · h2 білий пішак · f1 білий король · g1 біла тура | b8 білий ферзь · a7 білий слон · b7 білий слон · e7 чорний пішак · f7 чорна тура · h7 білий кінь · d6 біла тура · g6 чорний пішак · h6 чорний кінь · e5 білий пішак · a4 білий пішак · f4 чорний король · h4 білий кінь · b3 чорний пішак · c3 чорний пішак · d3 чорний пішак · h3 білий пішак · c2 чорний кінь · d2 чорний кінь · h2 білий пішак · f1 білий король · g1 біла тура | b8 білий ферзь · a7 білий слон · b7 білий слон · e7 чорний пішак · f7 чорна тура · h7 білий кінь · d6 біла тура · g6 чорний пішак · h6 чорний кінь · e5 білий пішак · a4 білий пішак · f4 чорний король · h4 білий кінь · b3 чорний пішак · c3 чорний пішак · d3 чорний пішак · h3 білий пішак · c2 чорний кінь · d2 чорний кінь · h2 білий пішак · f1 білий король · g1 біла тура | b8 білий ферзь · a7 білий слон · b7 білий слон · e7 чорний пішак · f7 чорна тура · h7 білий кінь · d6 біла тура · g6 чорний пішак · h6 чорний кінь · e5 білий пішак · a4 білий пішак · f4 чорний король · h4 білий кінь · b3 чорний пішак · c3 чорний пішак · d3 чорний пішак · h3 білий пішак · c2 чорний кінь · d2 чорний кінь · h2 білий пішак · f1 білий король · g1 біла тура | b8 білий ферзь · a7 білий слон · b7 білий слон · e7 чорний пішак · f7 чорна тура · h7 білий кінь · d6 біла тура · g6 чорний пішак · h6 чорний кінь · e5 білий пішак · a4 білий пішак · f4 чорний король · h4 білий кінь · b3 чорний пішак · c3 чорний пішак · d3 чорний пішак · h3 білий пішак · c2 чорний кінь · d2 чорний кінь · h2 білий пішак · f1 білий король · g1 біла тура | b8 білий ферзь · a7 білий слон · b7 білий слон · e7 чорний пішак · f7 чорна тура · h7 білий кінь · d6 біла тура · g6 чорний пішак · h6 чорний кінь · e5 білий пішак · a4 білий пішак · f4 чорний король · h4 білий кінь · b3 чорний пішак · c3 чорний пішак · d3 чорний пішак · h3 білий пішак · c2 чорний кінь · d2 чорний кінь · h2 білий пішак · f1 білий король · g1 біла тура | 4 |
| 3 | b8 білий ферзь · a7 білий слон · b7 білий слон · e7 чорний пішак · f7 чорна тура · h7 білий кінь · d6 біла тура · g6 чорний пішак · h6 чорний кінь · e5 білий пішак · a4 білий пішак · f4 чорний король · h4 білий кінь · b3 чорний пішак · c3 чорний пішак · d3 чорний пішак · h3 білий пішак · c2 чорний кінь · d2 чорний кінь · h2 білий пішак · f1 білий король · g1 біла тура | b8 білий ферзь · a7 білий слон · b7 білий слон · e7 чорний пішак · f7 чорна тура · h7 білий кінь · d6 біла тура · g6 чорний пішак · h6 чорний кінь · e5 білий пішак · a4 білий пішак · f4 чорний король · h4 білий кінь · b3 чорний пішак · c3 чорний пішак · d3 чорний пішак · h3 білий пішак · c2 чорний кінь · d2 чорний кінь · h2 білий пішак · f1 білий король · g1 біла тура | b8 білий ферзь · a7 білий слон · b7 білий слон · e7 чорний пішак · f7 чорна тура · h7 білий кінь · d6 біла тура · g6 чорний пішак · h6 чорний кінь · e5 білий пішак · a4 білий пішак · f4 чорний король · h4 білий кінь · b3 чорний пішак · c3 чорний пішак · d3 чорний пішак · h3 білий пішак · c2 чорний кінь · d2 чорний кінь · h2 білий пішак · f1 білий король · g1 біла тура | b8 білий ферзь · a7 білий слон · b7 білий слон · e7 чорний пішак · f7 чорна тура · h7 білий кінь · d6 біла тура · g6 чорний пішак · h6 чорний кінь · e5 білий пішак · a4 білий пішак · f4 чорний король · h4 білий кінь · b3 чорний пішак · c3 чорний пішак · d3 чорний пішак · h3 білий пішак · c2 чорний кінь · d2 чорний кінь · h2 білий пішак · f1 білий король · g1 біла тура | b8 білий ферзь · a7 білий слон · b7 білий слон · e7 чорний пішак · f7 чорна тура · h7 білий кінь · d6 біла тура · g6 чорний пішак · h6 чорний кінь · e5 білий пішак · a4 білий пішак · f4 чорний король · h4 білий кінь · b3 чорний пішак · c3 чорний пішак · d3 чорний пішак · h3 білий пішак · c2 чорний кінь · d2 чорний кінь · h2 білий пішак · f1 білий король · g1 біла тура | b8 білий ферзь · a7 білий слон · b7 білий слон · e7 чорний пішак · f7 чорна тура · h7 білий кінь · d6 біла тура · g6 чорний пішак · h6 чорний кінь · e5 білий пішак · a4 білий пішак · f4 чорний король · h4 білий кінь · b3 чорний пішак · c3 чорний пішак · d3 чорний пішак · h3 білий пішак · c2 чорний кінь · d2 чорний кінь · h2 білий пішак · f1 білий король · g1 біла тура | b8 білий ферзь · a7 білий слон · b7 білий слон · e7 чорний пішак · f7 чорна тура · h7 білий кінь · d6 біла тура · g6 чорний пішак · h6 чорний кінь · e5 білий пішак · a4 білий пішак · f4 чорний король · h4 білий кінь · b3 чорний пішак · c3 чорний пішак · d3 чорний пішак · h3 білий пішак · c2 чорний кінь · d2 чорний кінь · h2 білий пішак · f1 білий король · g1 біла тура | b8 білий ферзь · a7 білий слон · b7 білий слон · e7 чорний пішак · f7 чорна тура · h7 білий кінь · d6 біла тура · g6 чорний пішак · h6 чорний кінь · e5 білий пішак · a4 білий пішак · f4 чорний король · h4 білий кінь · b3 чорний пішак · c3 чорний пішак · d3 чорний пішак · h3 білий пішак · c2 чорний кінь · d2 чорний кінь · h2 білий пішак · f1 білий король · g1 біла тура | 3 |
| 2 | b8 білий ферзь · a7 білий слон · b7 білий слон · e7 чорний пішак · f7 чорна тура · h7 білий кінь · d6 біла тура · g6 чорний пішак · h6 чорний кінь · e5 білий пішак · a4 білий пішак · f4 чорний король · h4 білий кінь · b3 чорний пішак · c3 чорний пішак · d3 чорний пішак · h3 білий пішак · c2 чорний кінь · d2 чорний кінь · h2 білий пішак · f1 білий король · g1 біла тура | b8 білий ферзь · a7 білий слон · b7 білий слон · e7 чорний пішак · f7 чорна тура · h7 білий кінь · d6 біла тура · g6 чорний пішак · h6 чорний кінь · e5 білий пішак · a4 білий пішак · f4 чорний король · h4 білий кінь · b3 чорний пішак · c3 чорний пішак · d3 чорний пішак · h3 білий пішак · c2 чорний кінь · d2 чорний кінь · h2 білий пішак · f1 білий король · g1 біла тура | b8 білий ферзь · a7 білий слон · b7 білий слон · e7 чорний пішак · f7 чорна тура · h7 білий кінь · d6 біла тура · g6 чорний пішак · h6 чорний кінь · e5 білий пішак · a4 білий пішак · f4 чорний король · h4 білий кінь · b3 чорний пішак · c3 чорний пішак · d3 чорний пішак · h3 білий пішак · c2 чорний кінь · d2 чорний кінь · h2 білий пішак · f1 білий король · g1 біла тура | b8 білий ферзь · a7 білий слон · b7 білий слон · e7 чорний пішак · f7 чорна тура · h7 білий кінь · d6 біла тура · g6 чорний пішак · h6 чорний кінь · e5 білий пішак · a4 білий пішак · f4 чорний король · h4 білий кінь · b3 чорний пішак · c3 чорний пішак · d3 чорний пішак · h3 білий пішак · c2 чорний кінь · d2 чорний кінь · h2 білий пішак · f1 білий король · g1 біла тура | b8 білий ферзь · a7 білий слон · b7 білий слон · e7 чорний пішак · f7 чорна тура · h7 білий кінь · d6 біла тура · g6 чорний пішак · h6 чорний кінь · e5 білий пішак · a4 білий пішак · f4 чорний король · h4 білий кінь · b3 чорний пішак · c3 чорний пішак · d3 чорний пішак · h3 білий пішак · c2 чорний кінь · d2 чорний кінь · h2 білий пішак · f1 білий король · g1 біла тура | b8 білий ферзь · a7 білий слон · b7 білий слон · e7 чорний пішак · f7 чорна тура · h7 білий кінь · d6 біла тура · g6 чорний пішак · h6 чорний кінь · e5 білий пішак · a4 білий пішак · f4 чорний король · h4 білий кінь · b3 чорний пішак · c3 чорний пішак · d3 чорний пішак · h3 білий пішак · c2 чорний кінь · d2 чорний кінь · h2 білий пішак · f1 білий король · g1 біла тура | b8 білий ферзь · a7 білий слон · b7 білий слон · e7 чорний пішак · f7 чорна тура · h7 білий кінь · d6 біла тура · g6 чорний пішак · h6 чорний кінь · e5 білий пішак · a4 білий пішак · f4 чорний король · h4 білий кінь · b3 чорний пішак · c3 чорний пішак · d3 чорний пішак · h3 білий пішак · c2 чорний кінь · d2 чорний кінь · h2 білий пішак · f1 білий король · g1 біла тура | b8 білий ферзь · a7 білий слон · b7 білий слон · e7 чорний пішак · f7 чорна тура · h7 білий кінь · d6 біла тура · g6 чорний пішак · h6 чорний кінь · e5 білий пішак · a4 білий пішак · f4 чорний король · h4 білий кінь · b3 чорний пішак · c3 чорний пішак · d3 чорний пішак · h3 білий пішак · c2 чорний кінь · d2 чорний кінь · h2 білий пішак · f1 білий король · g1 біла тура | 2 |
| 1 | b8 білий ферзь · a7 білий слон · b7 білий слон · e7 чорний пішак · f7 чорна тура · h7 білий кінь · d6 біла тура · g6 чорний пішак · h6 чорний кінь · e5 білий пішак · a4 білий пішак · f4 чорний король · h4 білий кінь · b3 чорний пішак · c3 чорний пішак · d3 чорний пішак · h3 білий пішак · c2 чорний кінь · d2 чорний кінь · h2 білий пішак · f1 білий король · g1 біла тура | b8 білий ферзь · a7 білий слон · b7 білий слон · e7 чорний пішак · f7 чорна тура · h7 білий кінь · d6 біла тура · g6 чорний пішак · h6 чорний кінь · e5 білий пішак · a4 білий пішак · f4 чорний король · h4 білий кінь · b3 чорний пішак · c3 чорний пішак · d3 чорний пішак · h3 білий пішак · c2 чорний кінь · d2 чорний кінь · h2 білий пішак · f1 білий король · g1 біла тура | b8 білий ферзь · a7 білий слон · b7 білий слон · e7 чорний пішак · f7 чорна тура · h7 білий кінь · d6 біла тура · g6 чорний пішак · h6 чорний кінь · e5 білий пішак · a4 білий пішак · f4 чорний король · h4 білий кінь · b3 чорний пішак · c3 чорний пішак · d3 чорний пішак · h3 білий пішак · c2 чорний кінь · d2 чорний кінь · h2 білий пішак · f1 білий король · g1 біла тура | b8 білий ферзь · a7 білий слон · b7 білий слон · e7 чорний пішак · f7 чорна тура · h7 білий кінь · d6 біла тура · g6 чорний пішак · h6 чорний кінь · e5 білий пішак · a4 білий пішак · f4 чорний король · h4 білий кінь · b3 чорний пішак · c3 чорний пішак · d3 чорний пішак · h3 білий пішак · c2 чорний кінь · d2 чорний кінь · h2 білий пішак · f1 білий король · g1 біла тура | b8 білий ферзь · a7 білий слон · b7 білий слон · e7 чорний пішак · f7 чорна тура · h7 білий кінь · d6 біла тура · g6 чорний пішак · h6 чорний кінь · e5 білий пішак · a4 білий пішак · f4 чорний король · h4 білий кінь · b3 чорний пішак · c3 чорний пішак · d3 чорний пішак · h3 білий пішак · c2 чорний кінь · d2 чорний кінь · h2 білий пішак · f1 білий король · g1 біла тура | b8 білий ферзь · a7 білий слон · b7 білий слон · e7 чорний пішак · f7 чорна тура · h7 білий кінь · d6 біла тура · g6 чорний пішак · h6 чорний кінь · e5 білий пішак · a4 білий пішак · f4 чорний король · h4 білий кінь · b3 чорний пішак · c3 чорний пішак · d3 чорний пішак · h3 білий пішак · c2 чорний кінь · d2 чорний кінь · h2 білий пішак · f1 білий король · g1 біла тура | b8 білий ферзь · a7 білий слон · b7 білий слон · e7 чорний пішак · f7 чорна тура · h7 білий кінь · d6 біла тура · g6 чорний пішак · h6 чорний кінь · e5 білий пішак · a4 білий пішак · f4 чорний король · h4 білий кінь · b3 чорний пішак · c3 чорний пішак · d3 чорний пішак · h3 білий пішак · c2 чорний кінь · d2 чорний кінь · h2 білий пішак · f1 білий король · g1 біла тура | b8 білий ферзь · a7 білий слон · b7 білий слон · e7 чорний пішак · f7 чорна тура · h7 білий кінь · d6 біла тура · g6 чорний пішак · h6 чорний кінь · e5 білий пішак · a4 білий пішак · f4 чорний король · h4 білий кінь · b3 чорний пішак · c3 чорний пішак · d3 чорний пішак · h3 білий пішак · c2 чорний кінь · d2 чорний кінь · h2 білий пішак · f1 білий король · g1 біла тура | 1 |
|   | a | b | c | d | e | f | g | h |   |

FEN: 1Q6/BB2pr1N/3R2pn/4P3/P4k1N/1ppp3P/2nn3P/5KR1

1. ... Sf5 2. Sg6#
1. ... Ke5 2.Rf6#
1. Rc6? ~ 2. Rc4#
1. ... Sf5 2. Rg4#
1. ... Ke4 2. Rf6#, 1... Be3!
1.Rb6! ~ 2. Rb4#
1. ... Sf5 2. Sg2#
1. ... Ke3 2. Rf6#
Задача має три фази гри — ілюзорна гра, хибний слід, дійсна гра. Варіант гри чорних 1. ... Sf5 повторюється у всіх фазах, на цей варіант гри змінюється мат. У всіх трьох фазах повторюється оголошення мату 2. Rf6#, але на різні в кожній фазі захисти чорних.